# Steve Hegg
Stephen ("Steve") Edward Hegg (Dana Point, 3 december 1963) is een voormalig Amerikaans wielrenner.
In 1988 werd Hegg bij de Amerikaanse olympische selectiewedstrijden betrapt op gebruik van verboden middelen. Het zou gaan om het middel cafeïne. Hegg werd door de Amerikaanse wielerbond uitgesloten van deelname aan de Olympische Spelen. 

## Belangrijkste overwinningen
1984
- Olympische Spelen — Achtervolging (baan), Elite
- Olympische Spelen — Teamachtervolging (baan), Elite

1964: Jiří Daler ·
1968: Daniel Rébillard ·
1972: Knut Knudsen ·
1976: Gregor Braun ·
1980: Robert Dill-Bundi ·
1984: Steve Hegg ·
1988: Gintautas Oemaras ·
1992: Chris Boardman ·
1996: Andrea Collinelli ·
2000: Robert Bartko ·
2004: Bradley Wiggins ·
2008: Bradley Wiggins
Wielerploegen van Steve Hegg
Bowen · 
Copeland · 
Hegg · 
McCarthy · 
Reiss ·
Rogers ·
Wiatr · 
Zamana
Bowen · 
Copeland · 
Gogulski ·
Hegg · 
McCarthy · 
Mierzejewski ·
Mulder ·
Reiss ·
Rogers ·
Schommer ·
Wiatr · 
Zamana